# Mózes
Mózes est un prénom hongrois masculin.

## Étymologie
Le prénom est dérivé du nom du prophète biblique Moïse.

## Équivalents
- Moses, Moïse